# Arachnophaga californica
Arachnophaga californica is een vliesvleugelig insect uit de familie Eupelmidae. De wetenschappelijke naam is voor het eerst geldig gepubliceerd in 1896 door Ashmead.